# أوسمين أغيري
أوسمين أغيري (بالإسبانية: Osmín Aguirre)‏ (و. 1889 – 1977 م) هو سياسي من السلفادور . ولد في سان ميغيل .تولى منصب رئيس السلفادور .
توفي في سان سلفادور .